# شين مالكوم
شين مالكولم (بالإنجليزية: Shane Malcolm)‏ (13 أكتوبر 1991 بصنرايز في الولايات المتحدة - ) هو لاعب كرة قدم أمريكي في مركز الوسط. شارك مع منتخب غوام لكرة القدم. أما مع النوادي، فقد لعب مع Salem City FC ‏ وSan Diego Flash ‏ وAshfield SC ‏ وFloridians FC ‏ وKitsap Pumas ‏ وريدينغ يونايتد إيسي وStirling Macedonia FC ‏.

## روابط خارجية
- شين مالكوم على موقع قاعدة بيانات كرة القدم.إي يو (الإنجليزية)
- شين مالكوم على موقع ناشيونال فوتبول تيمز (الإنجليزية)
- شين مالكوم على موقع Soccerway.com (الإنجليزية)